# ヘッダ・ガーブレル
『ヘッダ・ガーブレル』(Hedda Gabler, ノルウェー語発音: [²hɛdːɑ ˈɡɑːblər]) はノルウェーの劇作家ヘンリク・イプセンによる戯曲である。1891年1月31日、ミュンヘンのレジデンツ劇場で劇作家も出席して世界初演が行われた。リアリズム演劇の古典であり、19世紀演劇の代表作、世界文学の傑作として評価されている。タイトルロールであるヘッダはしばしば「女ハムレット」と呼ばれ、演劇史上における最も偉大な役柄のひとつとみなされている。日本語では『ヘッダ・ガブラー』と表記されることもある。
ヘッダは結婚してヘッダ・テスマンを名乗るようになっているので、ガーブレルは旧姓である。タイトルについて、イプセンは「夫の妻であるよりは、むしろ、父親の娘」としてヘッダの人格を提示したかったということを述べている。

## 登場人物
- ヘッダ・テスマン (旧姓ガーブレル) — 主人公。ガーブレル将軍の娘で、テスマンと結婚したばかりである。結婚生活にも人生にも飽きており、初めて他人の運命に影響を及ぼすということを試みようとしている。
- イェルゲン・テスマン — ヘッダの夫。学者で、関心事は研究、旅行、妻である。かつてヘッダの愛をめぐってエイレルトとライバル関係にあったが、エイレルトが訪ねてくると快く優しく迎え、酔っ払って人事不省に陥ったエイレルトがなくした原稿を取り戻せるよう、精一杯取りはからう。
- ユリアーネ・テスマン — テスマンを小さい頃から育て、とても大事に思っているおば。劇中ではユッレおばさんと呼ばれることもある。初期の草稿ではイプセンはユリアーネをマリアーネ・リシングと名づけているが、これは明らかに自身のおば（父親と片親が違う妹）で名付け親であるマリアーネ・パウスからとったものである。マリアーネは父と一緒にシェーエンの近くにあるリシングの大農場で育った。名前はユリアーネ・テスマンに変更されたが、キャラクター自体はマリアーネがモデルになっている[13]。
- テア・エルヴステード — ヘッダの学校の下級生で、イェルゲンの旧友。臆病で内気なところがあり、不幸な結婚をしている。
- ブラック判事 — 一家の友人。遠慮のない性格。
- エイレルト・レェーヴボルク — イェルゲンの以前の同僚。今は出版業績をあげて大学の教員のポストを得ることをめざしており、イェルゲンのライバルである。かつてヘッダを愛していた。
- ベルテ — テスマン家の使用人。

## あらすじ

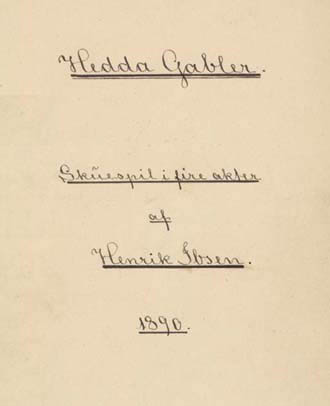
1890年に著者が記した『ヘッダ・ガーブレル』手稿の表紙

上流階級の出身で謎めいた人物であった故ガーブレル将軍の娘であるヘッダは、新婚旅行を終えてクリスチャニア(現在のオスロ)にある屋敷に戻ってきたところである。夫のイェルゲン・テスマンは若くて上昇志向もあり、信頼できるが才気煥発というわけではない学者で、ハネムーン中も研究を続けていた。芝居が進むにつれて、ヘッダは一度もイェルゲンを愛したことはなく、もう若く奔放に暮らせる日々が終わったと思ったために結婚しただけだということが明らかになってくる。ヘッダが妊娠しているかもしれないという可能性についても劇中で何度か言及がある。
イェルゲンの研究上のライバルであるエイレルト・レェーヴボルクが再び現れたことにより、テスマン家の暮らしがかき乱される。著述家のエイレルトは今までアルコール依存症のせいで才能を無駄にしていた。しかしながら、ヘッダの学校時代の旧友で、エイレルトのために夫を捨てたテア・エルヴステードとの新しい絆のおかげで、エイレルトは回復の兆しを見せ、イェルゲンと同じ分野でベストセラーを出したばかりだった。ヘッダとエイレルトは2人で内密に話しあい、かつて恋人同士だったことが観客に開示される。
最新作が非常によい批評を得たおかげで、エイレルトはイェルゲンがあてにしていた大学の教授職を争うライバルとなり、イェルゲンには不安の種となる。イェルゲンとヘッダは経済的に無理をしており、イェルゲンはヘッダが期待していたような、普段からお客を招いてもてなす贅沢な暮らしはできなくなるかもしれないと告げる。しかしながら夫妻はエイレルトに会って、エイレルトには教授職を必死に争うようなつもりはあまりなく、最新作の「続編」となる新たな傑作を書くことのほうに関心があるらしいことを知る。
エイレルトにテアが及ぼす影響に嫉妬したヘッダは、2人の間に割って入ろうとする。エイレルトの飲酒問題を知りながら、イェルゲンと仲間のブラック判事と一緒にパーティに行くようすすめる。イェルゲンはパーティから帰り、エイレルトの新しい傑作の草稿をまるごと拾ってしまったと明かす。他にコピーはなく、エイレルトは後で自分が酔っ払って原稿をなくしたと気付く。イェルゲンは急におばの家に呼ばれ、原稿をヘッダの手元に残していく。エイレルトが次にヘッダとテアに会った時、エイレルトはわざと原稿を破壊したと言う。テアは傷つき、エイレルトと自分の共作だったのにと嘆く。ヘッダは原稿が家にあることを告げず、エイレルトの言うことをそのままにし、テアを安心させてやることもしない。テアが出て行くと、ヘッダはエイレルトに父のものだったピストルを与えて自殺をそそのかす。それからヘッダは原稿を燃やし、イェルゲンに対して2人の将来のため、イェルゲンが教授職を得られるよう原稿を捨てたのだと告げる。
エイレルトが自殺したという知らせが届き、イェルゲンとテアは、テアがとっておいていたエイレルトのノートから著作を再構成しようと試みる。ヘッダはブラック判事から、エイレルトが売春宿でだらしなく、おそらくは偶発的に死んでしまったということを聞いてショックを受ける。これはヘッダがエイレルトに望んでいた「無限の美を持った」死とはあまりにも違う「滑稽で、下卑た」死だった。さらに悪いことに、ブラック判事はピストルの出所も知っていた。ブラック判事はヘッダに、もし自分が知っていることを話したらスキャンダルが起こるだろうとやんわり脅迫的な発言をする。ヘッダは、このせいでブラック判事が自分を支配できる立場になったということに気付く。他の人々を残してヘッダは小部屋に行き、自分の頭を撃つ。大きな部屋にいる一行はヘッダがただやみくもに銃を撃っているだけかと思ってたしかめに行く。イェルゲン、ブラック判事、テアがヘッダの死体を見つけて芝居が終わる。

## 上演史

### 初演
イプセンの執筆言語は「ノルウェー語」、「デンマーク語」、「デンマーク・ノルウェー語」、「ブークモール」、「リクスモール」などと言われる場合があるが、これは19世紀までノルウェーでは宗主国の言語であるデンマーク語が書き言葉として使用されていたためである。言語学者のクヌート・クヌーツェンは19世紀後半に書き言葉を徐々にノルウェー化することを提唱し、この言語はやがてリクスモール、のちにブークモールと呼ばれるようになった。イプセンはこのデンマーク語がノルウェー式に変化しつつある時代のリクスモール（のちのブークモール）で著作を執筆しており、『ヘッダ・ガーブレル』もこの言語で書かれている。
『ヘッダ・ガーブレル』はまず1890年にスカンジナビア半島を中心とするヨーロッパの各国で同時に書籍として刊行された後、1891年1月31日にミュンヘンのレジデンツ劇場で世界初演が行われた。1891年2月にはクリスティアニア・ノルウェー劇場でも上演された。同2月にはベルリンとコペンハーゲンでも上演された。
イギリスでの初演はロンドンのヴォードヴィル・シアターにて、1891年4月20日にマリオン・リーが演出とテア役をつとめ、エリザベス・ロビンズが主演のヘッダ役で上演された。ロビンズは1898年3月30日にニューヨークのフィフィス・アヴェニュー・シアターで開幕したアメリカ初演でもヘッダ役をつとめた。1899年2月にはモスクワ芸術座がマリア・F・アンドレーワをヘッダ役に上演を行った。
ノルウェーやイギリスで初めて上演された際は毀誉褒貶が激しく、スキャンダラスな作品として攻撃するレビューも多数あった。しかしながら本作は長じて演劇における定番のような作品になり、エレオノーラ・ドゥーゼ、アスタ・ニールセン、アラ・ナジモヴァ、イングリッド・バーグマン、ペギー・アシュクロフト、ジャネット・サズマン、ダイアナ・リグ、イザベル・ユペール、クレア・ブルーム、ケリー・マクギリス、ジェーン・フォンダ、マギー・スミス、アネット・ベニング、ジュディ・デイヴィス、エマニュエル・セニエ、ロザムンド・パイクなど、多数の女優が舞台や映像でヘッダを演じている。

### 北欧での上演
イプセンはデンマーク語の影響が強い時代に執筆していたため、ノルウェーで上演を行う時も戯曲テクストを現代の観客にわかるよう変更する必要がある場合が多い。ノルウェーでのイプセン上演は伝統にのっとったもので、役者の力に頼りがちで演出があまり目立たなくなる傾向があり、70年代にやっと革新の動きが出てきたが、80年代には再度停滞するようになった。1992年にタリヤ・マーリが演出を手がけ、エーレブローのレンス劇場で上演した『ヘッダ・ガーブレル』は、テクストの密度を高めることを目指す編集と、「伝統的な心理主義リアリズム」を特徴とするものであり、好評であった。エイリク・ストゥボェがノルウェー国立劇場で2006年に演出した『ヘッダ・ガーブレル』は、非常にベルトルト・ブレヒトからの影響が大きく、リアリズムから離れてテクストを朗唱するような台詞回しを採用する音楽的なものであった。

### 英語での上演
1970年にはカナダのオンタリオ州ストラトフォードで開催されたストラトフォード・フェスティバルでアイリーン・ワースがヘッダ役を演じ、『ニューヨーク・タイムズ』に称賛された。1975年にはグレンダ・ジャクソンがロイヤル・シェイクスピア・カンパニーのプロダクションでヘッダを演じ、オーストラリアやアメリカで上演を行った。ジャクソンは同年にトレヴァー・ナン監督の映画『ヘッダ』の主演でアカデミー賞候補になっている。1991年にダブリンとロンドンで上演されたデボラ・ワーナー演出、フィオナ・ショウ主演の『ヘッダ・ガーブレル』は1992年のローレンス・オリヴィエ賞で最優秀リバイバル賞と最優秀演出家賞を受賞した。2004年にロビン・ネヴィン演出でオーストラリアのシドニー・シアター・カンパニーが上演した『ヘッダ・ガーブレル』は2005年のヘルプマン賞で6部門にノミネートされ、ケイト・ブランシェットが主演女優賞を受賞した。2005年にはロンドンのアルメイダ劇場でリチャード・エアー演出、イヴ・ベストがヘッダ役、ベネディクト・カンバーバッチがイェルゲン役で『ヘッダ・ガーブレル』が上演されて高い評価を受けた。このプロダクションは2006年のローレンス・オリヴィエ賞でリバイバル賞、演出家賞、主演女優賞、セットデザイン賞を受賞した。
2008年、ロンドンのゲイトシアターでルーシー・カークウッドが現代ロンドンのノッティング・ヒルを舞台に書き直した翻案『ヘッダ』が上演された。この翻案は数回再演されており、2020年11月にはブリストル・オールド・ヴィクが再演し、新型コロナウイルス感染症の流行に対応するためのストリーミング配信も行われた。
2009年4月、ニュージーランドのウェリントンにあるBATSシアターで開幕したザ・ワイルド・ダックによる現代版の『ヘッダ・ガーブレル』ではクレア・ケリソンがタイトルロールをつとめ、「イプセンの天才を全く弱めず、極めてわかりやすい」上演を作ったとして評価された。
2009年、フィラデルフィアのモッキングバード・シアター・カンパニーはエイレルトを女性とし、レズビアンの関係を主題とする『ヘッダ・ガーブレル』の上演を行った。
2012年にブライアン・フリールが脚色を担当した版がオールド・ヴィック・シアターで上演されたが、この上演は賛否両論あり、とくに主演に歌手でミュージカルスターのシェリダン・スミスを起用したことが注目された。
2016年、トニー賞を受賞したこともある演出家のイヴォ・ヴァン・ホーヴェは、ロンドンのナショナル・シアターでこの作品を演出したが、本作はパトリック・マーバー脚色、ルース・ウィルソンがヘッダ役、レイフ・スポールがブラック判事役であった。本作のウィルソンの演技は高い評価を受けた。本作はナショナル・シアター・ライヴのラインナップの一部として映画館で中継・上映された。

### 日本語での上演
日本語訳については、千葉掬香が1907年に抄訳を発表し、全訳が1909年に易風社から刊行された。これに基づく土肥春曙の翻案劇『鏑木秀子』が1910年に文芸協会演劇研究所で試演されており、山川浦路（当時は三田千枝）が主演、松井須磨子（当時は小林正子）も出演していた。翻案ではない原作の台本に基づく『ヘッダ・ガーブレル』日本初演は1912年1月、東京俳優学校の学生により、東京ステージソサイテイ主催で牛込高等演芸館にて行われたが、この時はヘッダ役の東花枝以外キャストが全て男性であった。その後、近代劇協会が1912年10月に山川浦路主演で行った公演は大人気で、3日間満席であったという。日本語による『ヘッダ・ガーブレル』上演は継続的に行われており、イプセン生誕150周年の1978年には俳優座公演で大塚道子がヘッダ役を演じた。また、現代演劇協会を主宰した福田恆存の翻訳兼演出では鳳八千代がヘッダ役を演じている。1994年にはデヴィッド・ルヴォー演出により、森下ベニサンピットにてシアター・プロジェクト・東京が本作を上演し、佐藤オリエがヘッダ役を演じて好評を博した。2004年にはイプセン現代劇連続上演の第5作として毛利三彌訳・演出により、シアターΧで上演された。日本の新国立劇場では2010年にアンネ・ランデ・ペータスと長島確の翻訳により、宮田慶子演出で上演された。2018年には栗山民也演出、寺島しのぶがヘッダ役でシス・カンパニーによりシアターコクーンで上演された。

#### その他の言語での上演
2006年、イプセンの没後100年記念イベントとしてオスロで第10回イプセン・フェスティバルが開かれたが、その際ベルリンのシャウビューネ劇場が前年に制作したトーマス・オスターマイアー演出の『ヘッダ・ガーブレル』が上演され、ここではヘッダが原稿を燃やすのではなく、金槌でパソコンを破壊するという演出が採用された。このプロダクションは2006年にベルリン演劇協会観客賞を受賞し、イギリスやアメリカでも上演された。この上演はテレビ放映用に撮影されており、日本語字幕付きで日本で上映会が行われたこともある。
2011年にイランのテヘランでヴァヒド・ラバニの翻訳・演出による『ヘッダ・ガーブレル』が上演されたが、差し止められた。イランでこの古典的な戯曲が「性奴隷カルト」のシンボルを用いた「卑俗」で「快楽主義的」な芝居だと批評でこきおろされた後、演出家のラバニは尋問のために裁判所に呼ばれた。
2012年2月にベオグラードの国立劇場でセルビア語版が上演された。また、ルーマニアのハンガリー語劇団であるクルージュ・ナポカマジャール劇場が2012年にハンガリー語版を上演している。
2015年にはマドリードのマリア・ゲレロ劇場で上演された。この上演はエドゥアルド・バスコ演出、スペインの劇作家であるヨランダ・パリンが脚色を行ったもので、賛否両論があった。

## 批評・分析
ヒロインのヘッダのキャラクターについては批評家の間で意見が大きく分かれており、悪女として糾弾されることもあれば、ヒステリーや精神の病を患った女性としてとらえられることもある一方、フェミニズムのヒロインとして評価されることもある。一方で舞台芸術史においては「女ハムレット」とも呼ばれ、多くの女優が挑戦したがる役柄であるとされている。バーナード・パリスは、ヘッダは自由を求めているにもかかわらずそれが抑圧されているがゆえに、その代償として「男性の運命を形作りたいという欲望」に動かされていると分析している。

### ヘッダの妊娠
ヘッダは妊娠したくないと思っており、自分が妊娠している可能性について他人から触れられるのに我慢ができない。ヘッダが本当に妊娠しているのかどうかについては議論がある。「妊娠していることは明らかである」と考える論者がいる一方、ヘッダが妊娠しているかどうかは明確にされておらず、ヘッダが妊娠を認めているように見える場面はイェルゲンを説得するためにウソをついている可能性があるとする論者もいる。本作が自殺で終わることは非常に有名であるため、妊娠に関連する自殺を「ヘッダ・ガーブレル症候群」と呼称している医学論文もある。

### フェミニズム批評
『ヘッダ・ガーブレル』はしばしばフェミニズム批評の対象となってきた。『人形の家』のノーラとは異なり、女性解放のために自ら勇気を出して行動を起こすわけではないヘッダはフェミニズムの模範的なヒロインではない。一方で社会的抑圧の中でもがき苦しむヘッダは早くからフェミニストの関心の対象となっており、英語版初演でヘッダを演じたエリザベス・ロビンズはフェミニストで女性参政権運動家であり、この役柄に強く惹かれていた。マイケル・ビリントンは、『ヘッダ・ガーブレル』は上流階級の末裔であるヘッダ自身、自らが「男女の平等が進む世界におけるアナクロニズム」の産物であることに気付いており、「新しい女」に近いキャラクターであるテアと違ってこの時代の変化に対応できないがゆえに悲劇が起こる物語だと述べている。

### 精神分析
ジョゼフ・ウッド・クラッチは1953年の Modernism in Modern Drama: A Definition and an Estimateで、『ヘッダ・ガーブレル』とジークムント・フロイトの思想の間に関連を見いだしている。フロイトの最初の精神分析に関する著作は本作のほぼ10年後に発表された。クラッチによると、ヘッダは文学史上初めてしっかりと描かれた神経症的女性である。

## 翻案

### 映画
『ヘッダ・ガーブレル』はサイレント映画の時代から何度も複数の言語で映像化されている。1917年にアメリカで、1920年にイタリアで、1925年にはドイツでアスタ・ニールセン主演によりサイレント映画になっている。グレンダ・ジャクソンが1975年にトレヴァー・ナン監督の映画『ヘッダ』で主演をつとめ、アカデミー賞候補になっている。1978年にはベルギーで映画化されている。2004年にはアメリカで現代を舞台にした映画が制作された。2016年にもイギリスで映画化されている。

### テレビ
1954年にThe United States Steel Hourで1時間ほどに短縮されたタルラー・バンクヘッド主演のテレビ版が放送されたほか、1957年にイギリスで、1961年にオーストラリアで、1963年にドイツでテレビ化されている。1962年にBBCが制作したテレビ版にはイングリッド・バーグマン、マイケル・レッドグレイヴ、ラルフ・リチャードソン、トレヴァー・ハワードが出演した。1972年にはBBCの『今月の芝居』シリーズでジャネット・サズマンとイアン・マッケラン主演のテレビ版が放送されている。1979年にはイタリアでテレビ版が制作された。1981年にはダイアナ・リグ主演でイギリスでテレビドラマ化された。1993年にはフィオナ・ショウ主演のナショナル・シアターのプロダクションがテレビ放映された。2005年にはトーマス・オスターマイアー演出でシャウビューネ劇場で上演されたプロダクションがテレビ用に撮影され、2006年に放映されている。

### ラジオ
ブライアン・フリールが脚色した2012年のオールド・ヴィック・シアターの上演がBBCラジオで2013年に放送されている。

### バレエ
2017年の秋、マリット・モウム・アウネの演出により、バレエ版『ヘッダ・ガーブレル』がノルウェー国立バレエにより上演されている。

### 音楽劇
1985年にエドワード・ハーパーの作曲によりオペラ化され、グラスゴーで上演されている。2019年にギオルゴス・ドーシスの作曲でギリシャ国立オペラがオペラ化作品を上演した。
中国の杭州越劇院が2006年に『心比天高』というタイトルで越劇版を制作し、ノルウェーでも上演している。

## ポピュラー文化への影響
元ヴェルヴェット・アンダーグラウンドのメンバーであるジョン・ケイルが1977年に出したLP『アニマル・ジャスティス』 (現在は『サボタージュ』のボーナストラックとなっている)には「ヘッダ・ガブラー」という曲が入っている。
フィリップ・カン・ゴタンダによるジャパンタウンを舞台にした2002年の戯曲The Wind Cries Maryは『ヘッダ・ガーブレル』を参考にした作品である。
2013年に刊行されたヘレン・フィールディングの小説『ブリジット・ジョーンズの日記ー恋に仕事に子育てにてんやわんやの12か月』で、ブリジット・ジョーンズが『ヘッダ・ガーブレル』の現代版である『髪にからまる葡萄の葉』という映画脚本を書こうとするが、ブリジットはスペリングを"Hedda Gabler"ではなく"Hedda Gabbler"（『ヘッダ・ガッブラー』）だと勘違いしていた上、著者もアントン・チェーホフだと思い込んでいたという展開がある。

## 刊行情報
デンマーク・ノルウェー語による初版は1890年に、スカンジナビア半島を中心とするヨーロッパの各国で同時に書籍として刊行された。
日本語訳については、千葉掬香が1907年にまず抄訳を発表した後、全訳が1909年に易風社から刊行された。その後翻訳は複数刊行されているが、楠山正雄訳が1952年に角川文庫に入った他、原千代海訳が1996年に岩波文庫に入っている。2010年にアンネ・ランデ・ペータス、長島確訳が『悲劇喜劇』9月号 (pp. 99-118及びpp. 127-158) に掲載された。

### 日本語訳テキスト
- 千葉掬香訳 （1909年、易風社、JP 41003391）
- 坪内士行訳 （1918年、早稲田大学出版部、JP 43054661）
- 楠山正雄訳 （1923年、新潮社、JP 43045321）
- 小野秀雄訳 （1927年、南山堂書店、JP 47031347）
- 三井光彌訳 （1928年、第一書房、JP 46083201）
- 菅原卓、原千代海共訳 （1950年、京橋書院、JP 20216499）
- 杉山誠訳 （1962年、河出書房、JP 55002393）
- 毛利三彌訳 （1971年、講談社・世界文学全集、JP 75011481）。新版・論創社「作品集」、2021年
- 福田恆存訳 （1979年、中央公論社、JP 80006802）、のち文藝春秋「翻訳全集 第八巻」
- 原千代海訳 （1996年、岩波文庫）ISBN 4-00-327505-5。元版「イプセン全集」未来社

## 関連文献
- Hedda Gabler - プロジェクト・グーテンベルク
- Hedda Gabler - Dramo en kvar aktoj - プロジェクト・グーテンベルク （エスペラント）
- Ibsen, Henrik. Hedda Gabler trans. Kenneth McLeish, Nick Hern Books, London, 1995. ISBN 978-1-85459-184-5
- Novelguide: Hedda Gabler